# Campionati mondiali di sollevamento pesi 1970
I Campionati mondiali di sollevamento pesi 1970, 44ª edizione della manifestazione, si svolsero a Columbus dal 12 al 20 settembre 1970.

## Squalifiche
Nove atleti risultarono positivi alle anfetamine (Dexedrine) e vennero squalificati.
Nei pesi mosca (fino a 52 kg);
- Sándor Holczreiter, che vinse la gara;
- Walter Szoltysek, che si classificò al secondo posto;
- Vladimir Smetanin, che si classificò al terzo posto.

Nei pesi gallo (fino a 56 kg);
- Imre Földi, che si classificò al secondo posto;
- Henryk Trębicki, che si classificò al terzo posto.

Nei pesi piuma (fino a 60 kg);
- Mieczysław Nowak, che vinse la gara;
- Jan Wojnowski, che si classificò al secondo posto;
- Yoshiyuki Miyake, che si classificò al terzo posto.

Nei pesi leggeri (fino a 67,5 kg);
- János Bagócs, che si classificò al terzo posto.

I campioni di urina furono testati utilizzando lo spettrofotometro a raggi ultravioletti Beckman DK-2A con registrazione del rapporto. Tutte le medaglie furono riassegnate.

## Titoli in palio
| Categoria            | Eventi         | Atleti |
| -------------------- | -------------- | ------ |
| Pesi mosca           | Fino a 52 kg   | 12     |
| Pesi gallo           | Fino a 56 kg   | 13     |
| Pesi piuma           | Fino a 60 kg   | 10     |
| Pesi leggeri         | Fino a 67.5 kg | 12     |
| Pesi medi            | Fino a 75 kg   | 19     |
| Pesi massimi leggeri | Fino a 82.5 kg | 20     |
| Pesi mediomassimi    | Fino a 90 kg   | 16     |
| Pesi massimi         | Fino a 110 kg  | 18     |
| Pesi supermassimi    | Oltre i 110 kg | 9      |

## Nazioni partecipanti
Le nazioni che hanno partecipato ai campionati furono 29 per un totale di 129 atleti partecipanti. Tra questi, la suddivisione continentale è la seguente: 77 atleti europei, 27 americani, 19 asiatici, 3 africani e 3 oceaniani. Tra parentesi i partecipanti per nazione.
- Antille Olandesi (2)
- Australia (3)
- Austria (3)
- Belgio (3)
- Brasile (3)
- Bulgaria (7)
- Canada (3)
- Corea del Sud (4)
- Filippine (1)
- Finlandia (6)
- Francia (3)
- Germania Est (2)
- Germania Ovest (7)
- Giappone (9)
- Indonesia (2)
- Iran (2)
- Italia (6)
- Libano (1)
- Norvegia (3)
- Panama (1)
- Polonia (9)
- Porto Rico (6)
- Regno Unito (5)
- Rep. Araba Unita (3)
- Stati Uniti (9)
- Svezia (5)
- Ungheria (9)
- Unione Sovietica (9)
- Venezuela (3)

## Risultati
Vennero stabiliti sei record mondiali: tre nel totale dell'esercizio, e tre nelle specialità singole.
| Evento       | Oro                  | Oro   | Argento                   | Argento | Bronzo               | Bronzo |
| 52 kg        | 52 kg                | 52 kg | 52 kg                     | 52 kg   | 52 kg                | 52 kg  |
| ------------ | -------------------- | ----- | ------------------------- | ------- | -------------------- | ------ |
| Distensione  | Vladyslav Kryščyšyn  | 112,5 | Zygmunt Smalcerz          | 102,5   | Salvador del Rosario | 97,5   |
| Strappo      | Salvador del Rosario | 95,0  | Vladyslav Kryščyšyn       | 92,5    | Zygmunt Smalcerz     | 90,0   |
| Slancio      | Salvador del Rosario | 130,0 | Charlie Depthios          | 127,5   | Zygmunt Smalcerz     | 125,0  |
| Totale       | Salvador del Rosario | 322,5 | Zygmunt Smalcerz          | 317,5   | Charlie Depthios     | 307,5  |
| 56 kg        |                      |       |                           |         |                      |        |
| Distensione  | Mohammad Nassiri     | 115,0 | Fernando Báez             | 115,0   | Kenkichi Andō        | 112,5  |
| Strappo      | Kenkichi Andō        | 105,0 | Bo Giliusson              | 100,0   | Mohammad Nassiri     | 100,0  |
| Slancio      | Mohammad Nassiri     | 147,5 | Kenkichi Andō             | 135,0   | Fernando Báez        | 130,0  |
| Totale       | Mohammad Nassiri     | 362,5 | Kenkichi Andō             | 352,5   | Fernando Báez        | 335,0  |
| 60 kg        |                      |       |                           |         |                      |        |
| Distensione  | Mladen Kučev         | 130,0 | Yoshinobu Miyake          | 120,0   | János Benedek        | 120,0  |
| Distensione  | Mladen Kučev         | 130,0 | Peppino Tanti             | 120,0   | János Benedek        | 120,0  |
| Strappo      | János Benedek        | 115,0 | Mladen Kučev              | 107,5   | Peppino Tanti        | 107,5  |
| Slancio      | János Benedek        | 147,5 | Peppino Tanti             | 145,0   | Mladen Kučev         | 142,5  |
| Totale       | János Benedek        | 382,5 | Mladen Kučev              | 380,0   | Peppino Tanti        | 372,5  |
| 67,5 kg      |                      |       |                           |         |                      |        |
| Distensione  | Zbigniew Kaczmarek   | 140,0 | Waldemar Baszanowski      | 137,5   | Nasrollah Dehnavi    | 135,0  |
| Strappo      | Waldemar Baszanowski | 135,0 | Zbigniew Kaczmarek        | 132,5   | Yusaku Ono           | 125,0  |
| Slancio      | Zbigniew Kaczmarek   | 167,5 | Won Shin-hee              | 165,0   | Waldemar Baszanowski | 165,0  |
| Totale       | Zbigniew Kaczmarek   | 440,0 | Waldemar Baszanowski      | 437,5   | Nasrollah Dehnavi    | 420,0  |
| 75 kg        |                      |       |                           |         |                      |        |
| Distensione  | Viktor Kurencov      | 152,5 | Ari Kurko                 | 150,0   | Werner Dittrich      | 150,0  |
| Strappo      | Aimé Terme           | 142,5 | Leif Jenssen              | 142,5   | Mohamed Tarabulsi    | 140,0  |
| Slancio      | Viktor Kurencov      | 180,0 | Gábor Szarvas             | 172,5   | Jordan Bikov         | 170,0  |
| Totale       | Viktor Kurencov      | 462,5 | Leif Jenssen              | 455,0   | Gábor Szarvas        | 445,0  |
| 82,5 kg      |                      |       |                           |         |                      |        |
| Distensione  | Gennadij Ivančenko   | 165,0 | Norbert Ozimek            | 160,0   | György Horváth       | 157,5  |
| Strappo      | Gennadij Ivančenko   | 150,0 | David Rigert              | 147,5   | Masashi Ōuchi        | 145,0  |
| Slancio      | Gennadij Ivančenko   | 190,0 | Norbert Ozimek            | 182,5   | Mike Karchut         | 182,5  |
| Totale       | Gennadij Ivančenko   | 505,0 | Norbert Ozimek            | 482,5   | David Rigert         | 482,5  |
| 90 kg        |                      |       |                           |         |                      |        |
| Distensione  | Vasilij Kolotov      | 175,0 | Jean-Pierre Van Lerberghe | 165,0   | Marek Gołąb          | 165,0  |
| Strappo      | Vasilij Kolotov      | 160,0 | Rainer Dörrzapf           | 145,0   | Pierre Gourrier      | 142,5  |
| Slancio      | Vasilij Kolotov      | 202,5 | Phil Grippaldi            | 190,0   | Géza Tóth            | 187,5  |
| Totale       | Vasilij Kolotov      | 537,5 | Phil Grippaldi            | 490,0   | Géza Tóth            | 490,0  |
| 110 kg       |                      |       |                           |         |                      |        |
| Distensione  | Jaan Talts           | 200,0 | Aleksandăr Krajčev        | 187,5   | Bob Bednarski        | 182,5  |
| Strappo      | Kauko Kangasniemi    | 160,0 | Jaan Talts                | 155,0   | Jean-Paul Fouletier  | 152,5  |
| Slancio      | Jaan Talts           | 210,0 | Roberto Vezzani           | 200,0   | Bob Bednarski        | 200,0  |
| Totale       | Jaan Talts           | 565,0 | Aleksandăr Krajčev        | 535,0   | Bob Bednarski        | 530,0  |
| Oltre 110 kg |                      |       |                           |         |                      |        |
| Distensione  | Serge Reding         | 215,0 | Vasilij Alekseev          | 215,0   | Ken Patera           | 207,5  |
| Strappo      | Kalevi Lahdenranta   | 172,5 | Vasilij Alekseev          | 170,0   | Manfred Rieger       | 165,0  |
| Slancio      | Vasilij Alekseev     | 227,5 | Serge Reding              | 215,0   | Kalevi Lahdenranta   | 210,0  |
| Totale       | Vasilij Alekseev     | 612,5 | Serge Reding              | 590,0   | Kalevi Lahdenranta   | 577,5  |

## Medagliere

### Grandi (totale)
Riferito al totale dell'esercizio.
| Posiz.              | Nazione             | Oro | Argento | Bronzo | Totale |
| ------------------- | ------------------- | --- | ------- | ------ | ------ |
| 1                   | Unione Sovietica    | 5   | 0       | 1      | 6      |
| 2                   | Polonia             | 1   | 3       | 0      | 4      |
| 3                   | Ungheria            | 1   | 0       | 2      | 3      |
| 4                   | Iran                | 1   | 0       | 1      | 2      |
| 5                   | Filippine           | 1   | 0       | 0      | 1      |
| 6                   | Bulgaria            | 0   | 2       | 0      | 2      |
| 7                   | Stati Uniti         | 0   | 1       | 1      | 2      |
| 8                   | Belgio              | 0   | 1       | 0      | 1      |
| 8                   | Giappone            | 0   | 1       | 0      | 1      |
| 8                   | Norvegia            | 0   | 1       | 0      | 1      |
| 11                  | Finlandia           | 0   | 0       | 1      | 1      |
| 11                  | Indonesia           | 0   | 0       | 1      | 1      |
| 11                  | Italia              | 0   | 0       | 1      | 1      |
| 11                  | Porto Rico          | 0   | 0       | 1      | 1      |
| Totale (14 nazioni) | Totale (14 nazioni) | 9   | 9       | 9      | 27     |

### Grandi (totale) e Piccole (distensione, strappo e slancio)
Riferito al totale dell'esercizio e delle tre specialità.
| Posiz.              | Nazione             | Oro | Argento | Bronzo | Totale |
| ------------------- | ------------------- | --- | ------- | ------ | ------ |
| 1                   | Unione Sovietica    | 17  | 5       | 1      | 23     |
| 2                   | Polonia             | 4   | 8       | 4      | 16     |
| 3                   | Ungheria            | 3   | 1       | 5      | 9      |
| 4                   | Iran                | 3   | 0       | 3      | 6      |
| 5                   | Filippine           | 3   | 0       | 1      | 4      |
| 6                   | Finlandia           | 2   | 1       | 2      | 5      |
| 7                   | Bulgaria            | 1   | 4       | 2      | 7      |
| 8                   | Giappone            | 1   | 3       | 3      | 7      |
| 9                   | Belgio              | 1   | 3       | 0      | 4      |
| 10                  | Francia             | 1   | 0       | 2      | 3      |
| 11                  | Italia              | 0   | 3       | 2      | 5      |
| 12                  | Stati Uniti         | 0   | 2       | 5      | 7      |
| 13                  | Norvegia            | 0   | 2       | 0      | 2      |
| 14                  | Porto Rico          | 0   | 1       | 2      | 3      |
| 15                  | Indonesia           | 0   | 1       | 1      | 2      |
| 16                  | Corea del Sud       | 0   | 1       | 0      | 1      |
| 16                  | Germania Ovest      | 0   | 1       | 0      | 1      |
| 16                  | Svezia              | 0   | 1       | 0      | 1      |
| 19                  | Germania Est        | 0   | 0       | 2      | 2      |
| 20                  | Libano              | 0   | 0       | 1      | 1      |
| Totale (20 nazioni) | Totale (20 nazioni) | 36  | 37      | 36     | 109    |

## Classifica a squadre
Il sistema di punteggio è basato sui punti distribuiti per l'esercizio totale in base allo schema adottato nel 1958:
| Pos. | Squadra          | Punti |
| ---- | ---------------- | ----- |
| 1    | Unione Sovietica | 39    |
| 2    | Polonia          | 24    |
| 3    | Ungheria         | 17    |
| 4    | Bulgaria         | 16    |
| 4    | Stati Uniti      | 16    |
| 6    | Giappone         | 12    |
| 7    | Iran             | 11    |
| 8    | Belgio           | 8     |
| 9    | Filippine        | 7     |
| 9    | Finlandia        | 7     |
| 9    | Italia           | 7     |
| 12   | Corea del Sud    | 5     |
| 12   | Germania Est     | 5     |
| 12   | Norvegia         | 5     |
| 15   | Indonesia        | 4     |
| 15   | Porto Rico       | 4     |
| 17   | Australia        | 3     |
| 18   | Venezuela        | 2     |
| 19   | Germania Ovest   | 1     |
| 19   | Regno Unito      | 1     |